# طواف إيطاليا 1952
طواف إيطاليا 1952 هو سباق دراجات هوائية أقيم في إيطاليا بتاريخ 17 مايو - 8 يونيو، تكون السباق من 20 مرحلة وامتدّ لمسافة 3964 كم بسرعة 34.560 كم/س، استغرق السباق 114 ساعة 36 دقيقة 43 ثانية. فاز به الإيطالي فاوسطو كوبي.

## الترتيب
| م                     | الدرّاج      | البلد   | الزمن                      |
| --------------------- | ----------- | ------- | -------------------------- |
| الفائز بالترتيب العام | فاوسطو كوبي | إيطاليا | 114 ساعة 36 دقيقة 43 ثانية |